# Mare de Déu del Carme de la Clínica la Rossellonesa
La Mare de Déu del Carme de la Clínica la Rossellonesa és la capella de la clínica d'aquest nom, al sector nord-est del centre de la ciutat de Perpinyà, a la comarca del Rosselló, a la Catalunya del Nord.
Actualment transformada en Clínica Mutualista Catalana, l'antiga Clínica La Rossellonesa era a l'Alt Vernet, en el número 289 de l'avinguda del Mariscal Joffre. Actualment l'edifici està dedicat a la salut mental, i conserva el nom de La Rossellonesa.